# Universitat de Tohoku
La Universitat de Tohoku (東北大学; abreujadament Tohokudai, de l'anglès Tohoku University,  és una universitat pública de recerca situada a Sendai, a la prefectura de Miyagi, al Japó.
Va ser fundada l’any 1907 com la tercera de les Universitats Imperials, després de la Universitat de Tòquio i la Universitat de Kyoto. Inicialment es va centrar en la ciència i la medicina, i posteriorment es va expandir per incloure també les humanitats.
L’any 2016, la Universitat de Tohoku comptava amb 10 facultats, 16 escoles de postgrau i 6 instituts de recerca, amb una matrícula total de 17.885 estudiants. Els tres valors fonamentals de la universitat són: “Recerca primer (研究第一主義)”, “Portes obertes (門戸開放)” i “Recerca i educació orientades a la pràctica (実学尊重)”.